# Costa Verde (Brésil)
Pour les articles homonymes, voir Costa Verde.

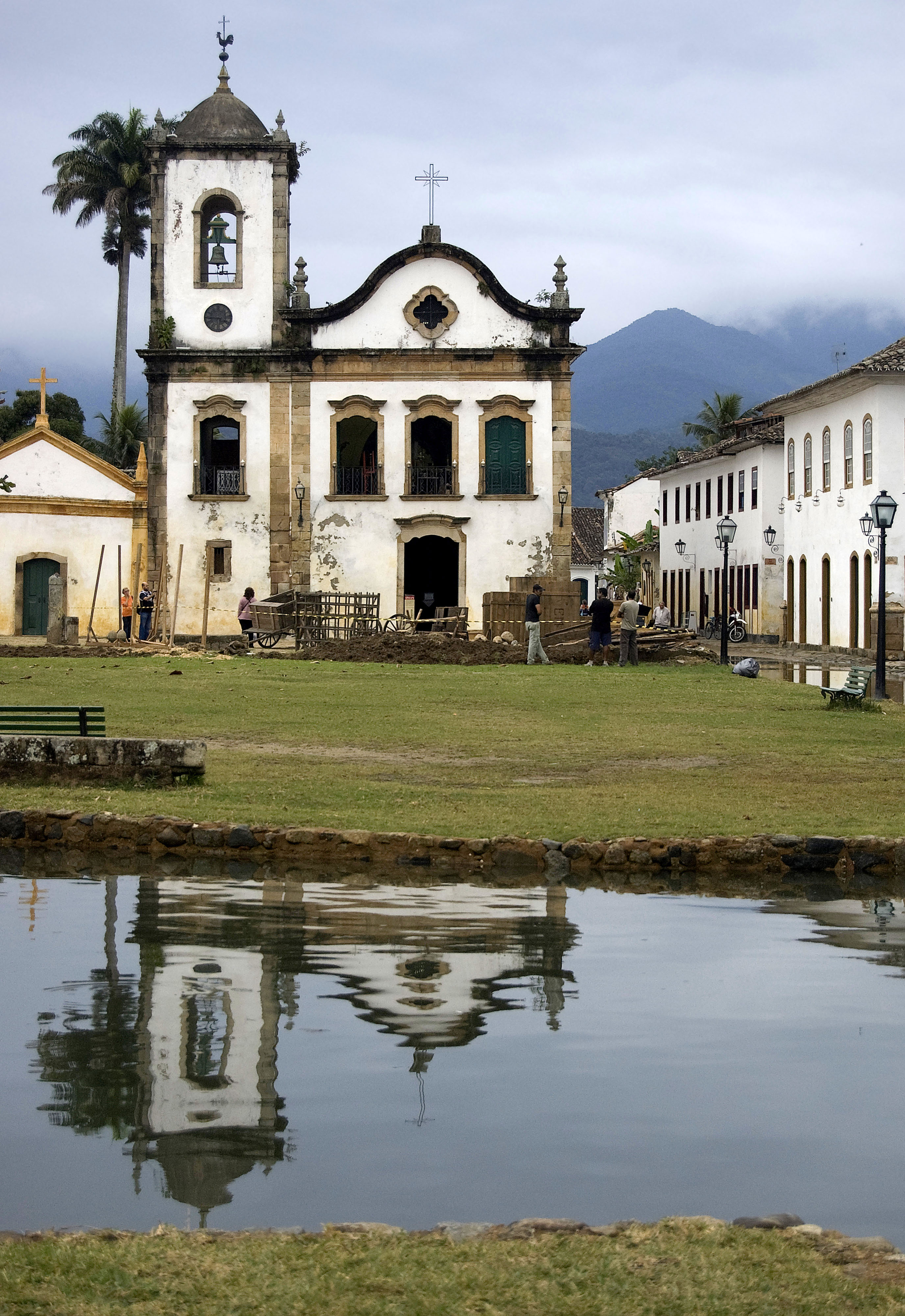
Église de Santa Rita, plus vieille église de Paraty, sur la Costa Verde.

Costa Verde (prononciation en portugais brésilien standard : [ˈkɔstɐ ˈveʁdʒi],[note 1], en français : Côte verte) est une côte du Brésil (principalement dans l’État de Rio de Janeiro) qui s’étend d’Itaguaí, État de Rio de Janeiro, à Santos, État de São Paulo. À São Paulo, elle est connue sous le nom de litoral norte (côte nord). La Costa Verde du Brésil se caractérise par l’escarpement de la Serra do Mar atteignant l’océan Atlantique, créant un paysage montagneux très proche de la côte. Il peut être considéré comme la plus grande extension du biome de la forêt atlantique atteignant l’océan, entre Baixada Fluminense (basses terres de Fluminense) et Baixada Santista (plaines de Santos).
Les points d’intérêt de la côte verte comprennent Ilha Grande, Angra dos Reis, Ilhabela et Restinga da Marambaia. Plusieurs parcs s’y trouvent, dont :
- Parc national Serra do Mar et Parc national de Ilhabela dans l'État de São Paulo,
- Parc national de la Serra da Bocaina et Parc national d'Ilha Grande dans l'État de Rio de Janeiro.

Son nom dérive de son abondance caractéristique de vert de la forêt atlantique, connu en portugais comme Mata Atlântica. Toutes les définitions de la Costa Verde couvrent l’ensemble des municipalités suivantes, dans les États de Rio de Janeiro et de São Paulo :
- Itaguaí, RJ
- Mangaratiba, RJ
- Angra dos Reis, RJ
- Paraty, RJ
- Ubatuba, SP
- Caraguatatuba, SP
- São Sebastião, SP
- Ilhabela, SP

Si on considère uniquement le critère géographique pour la définition de Costa Verde (la bande côtière entre « Baixada Fluminense » et « Baixada Santista »), alors les municipalités de Bertioga, SP, de Guarujá, SP et Itaguaí, RJ, peuvent être considérées comme faisant partie de la Costa Verde. Néanmoins, il n’existe pas de définition exacte et officielle de celui-ci, et tout critère pour le définir est controversé.